# Gorzei Bivin
Gorzei Bivin (franciául: Bivin de Vienne, Bivin de Gorze; 810 – 863) frank nemesúr, Ardennes grófja, a gorzei apátság világi apátja.
Idősebb Boso arles-i gróf lányát vette feleségül, akit feltehetően Richildének hívtak.
Gyermekei:
- Bivin, Metz grófja
- Boso, Provence királya
- Provence-i Richilde, aki II. Károly nyugati frank király felesége lett
- Richard, Burgundia hercege